# Neunkirchen (Baden)
Neunkirchen es un municipio situado en el distrito de Neckar-Odenwald, en el estado federado de Baden-Wurtemberg (Alemania), con una población a finales de 2016 de unos 1838 habitantes.
Se encuentra ubicado al norte del estado, en la región de Karlsruhe, en la selva de Oden, a poca distancia  del río Neckar y de la frontera con el estado de Hesse.